# Klaus Winands
Klaus Hero Winands (* 7. Oktober 1954 in Aachen; † 21. April 2016 in Hamburg) war ein deutscher Kunsthistoriker und Landesdenkmalpfleger/Landeskonservator von Mecklenburg-Vorpommern.

## Biografie

### Ausbildung und Beruf
Klaus Winands studierte nach dem Abitur in Aachen Bau- und Kunstgeschichte, Germanistik und Romanistik an der Rheinisch-Westfälischen Technischen Hochschule Aachen (RWTH). Während des Studiums wirkte er zeitweise beim Domkapitel in Aachen. Er promovierte 1987 bei Günter Urban zum Dr. phil und war bis zum Jahresende 1991 wissenschaftlicher Assistent am Lehrstuhl für Baugeschichte und Denkmalpflege der RWTH.
Seit Januar 1992 beteiligte sich Winands im Schweriner Landesamt für Denkmalpflege an der vom Bund und der VW-Stiftung geförderten Erfassung des Denkmalbestandes, die in die Denkmaldatenbank einfloss. Im Juli 1992 wurde er in Stralsund Gebietskonservator für den Bereich Vorpommern (Greifswald, Rügen, Stralsund) des Landesamtes. Bei der St.-Marien-Kirche Stralsund war er in den 1990er Jahren Mitglied im Gestaltungsbeirat. Die Aufnahme der Hansestadt Stralsund gemeinsam mit der Hansestadt Wismar in das UNESCO-Welterbe war sein großes Anliegen. 
2004 übernahm er die Leitung der Abteilung Inventarisation in Schwerin. 2006 wurde er Leiter des Dezernats Bau- und Kunstdenkmalpflege im neu geschaffenen Landesamt für Kultur und Denkmalpflege Mecklenburg-Vorpommern, in dem auch das Landesamt für Denkmalpflege Mecklenburg-Vorpommern aufging. Er formulierte zur Denkmalpflege: „Geschichte bedarf der Denkmale als Vermittler und als Anschauungsobjekte“. Ein Schwerpunkt von ihm war die denkmalpflegerische Betreuung der Klöster im Lande. Engagiert war er bei der Vorbereitung der Antragstellung für das Residenzensemble Schwerin für eine Bewerbung um das UNESCO-Welterbe.
 Krankheitsbedingt musste er 2014 aus dem Dienst ausscheiden.

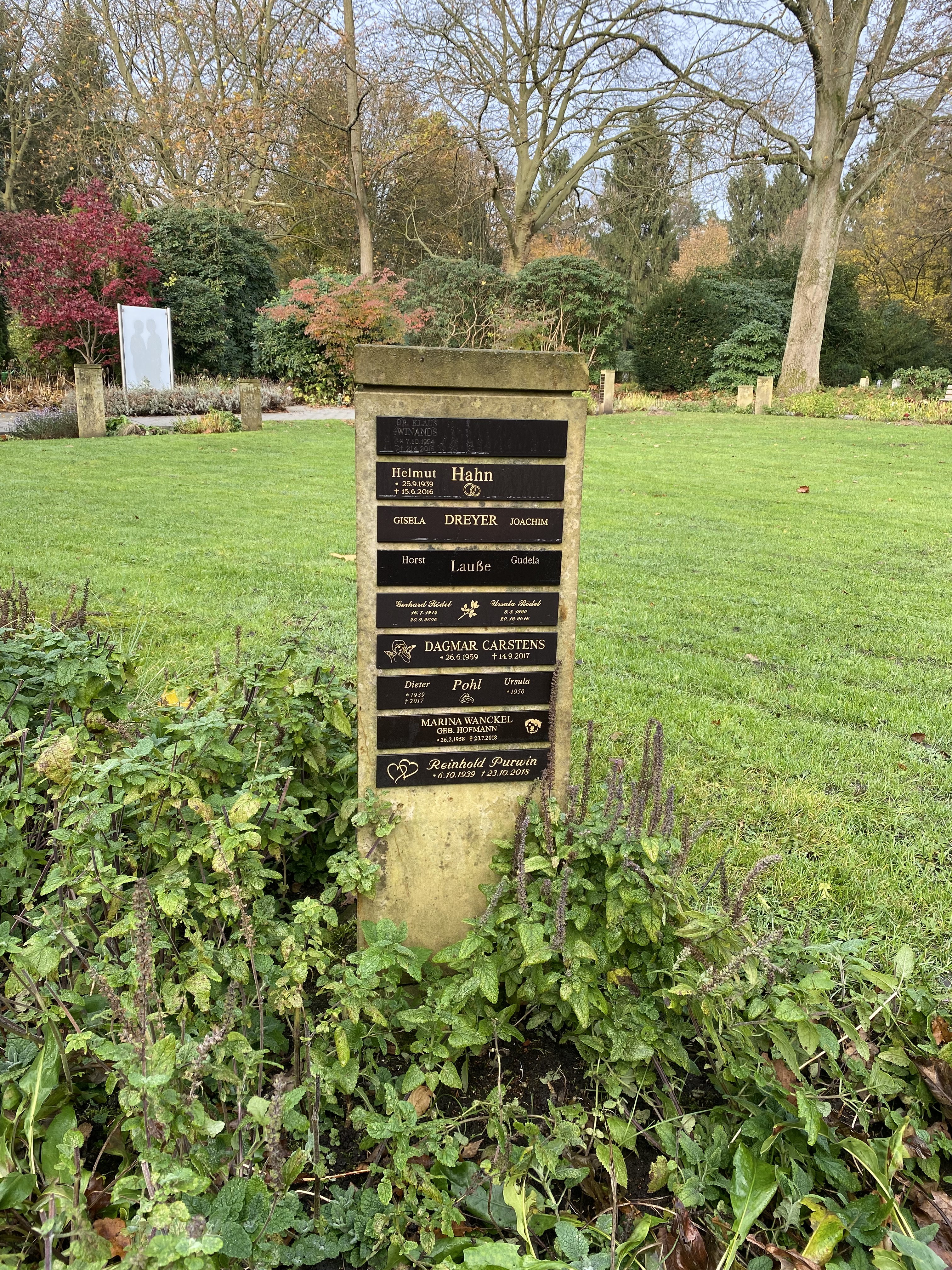
Grabstätte im Planquadrat Bm 72 auf dem Friedhof Ohlsdorf

Klaus Winands starb 61-jährig in Hamburg und wurde auf dem dortigen Friedhof Ohlsdorf beigesetzt. Die halbanonyme Grabstätte befindet sich an der Paar-Anlage an den Wasserbrunnen östlich von Kapelle 13.

### Mitgliedschaften
- Gestaltungsbeirat der Hansestadt Wismar
- Vereinigung der Landesdenkmalpfleger in der Bundesrepublik Deutschland
- Wissenschaftliche Vereinigung zur Fortführung des kunsttopographischen Werkes von Georg Dehio (Dehio-Vereinigung)

## Werke
- Veröffentlichung einer Vielzahl von Aufsätzen zu baugeschichtlichen und denkmalpflegerischen Themen
- Das Aachener Münster (Geschichte u. Architektur des Chores und der Kapellenbauten). Aurel Bongers, Recklinghausen 1989, ISBN 3764704020.
- mit Reinhard Dauber: Napoleonische Architektur und Stadtplanung in Aachen 1804–1814. In: Aachener Kunstblätter, Band 53 (1985), S. 127–187.
- mit Reinhard Dauber: Der ehemalige deutsch-belgische Grenzbahnhof Herbesthal. Ein Beispiel repräsentativer Eisenbahnarchitektur im späten 19. Jahrhundert (dt./frz./ndl.), in: Maisons d’hier et d’aujourd’hui/De Woonstede door de eeuwen heen, Nr. 65, 1985, S. 40–61.
- Tempzin. In: Klosteranlagen in Mecklenburg und Vorpommern. Weimar 2005.
- Mitherausgeber der Schriftenreihen Baukunst und Denkmalpflege in Mecklenburg-Vorpommern und Beiträge zur Kunstgeschichte und Denkmalpflege in Mecklenburg-Vorpommern
- Mitherausgeber  des Jahrbuches KulturERBE in Mecklenburg und Vorpommern